# Cút nhà

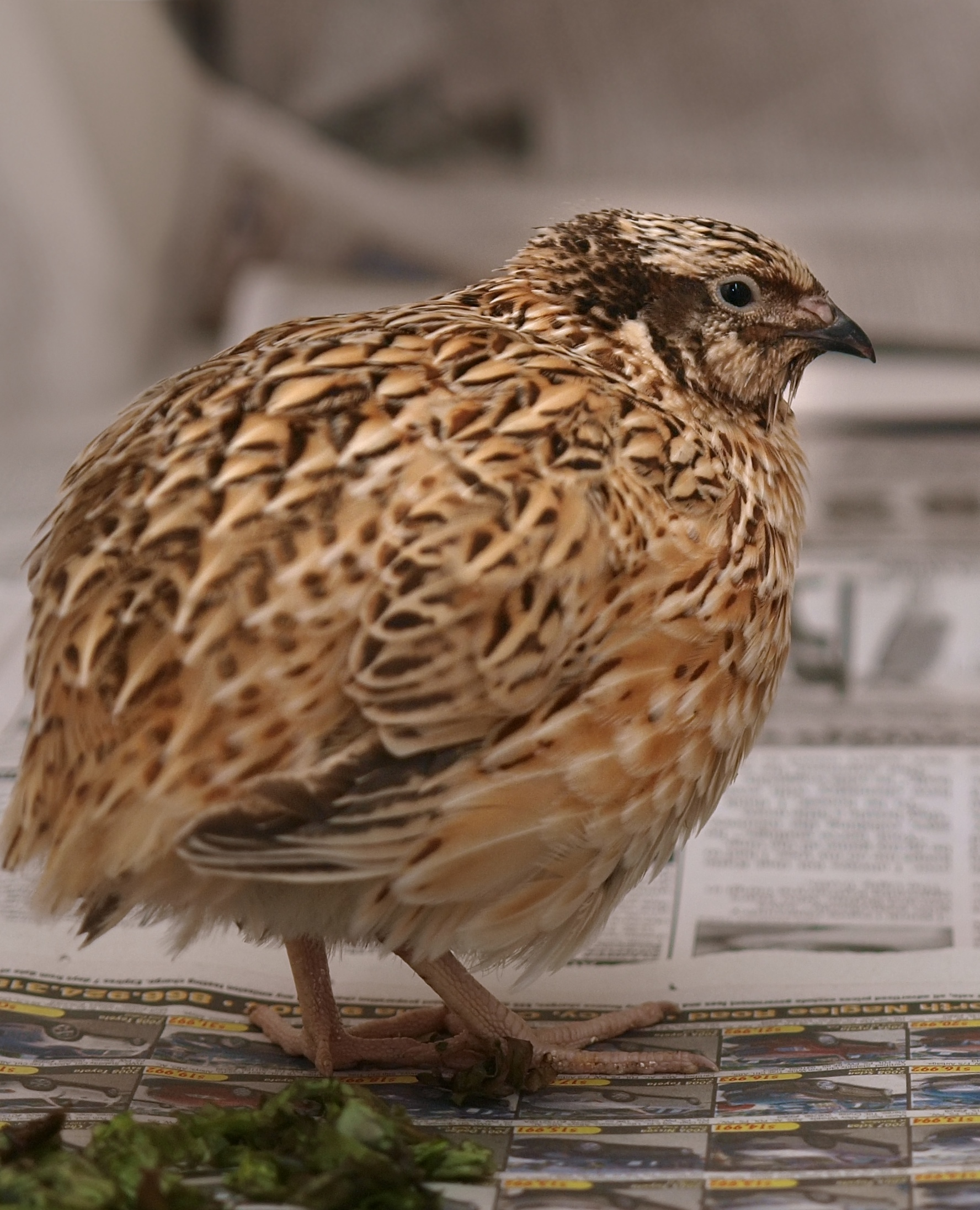
Một con chim cút Nhật Bản

Chim cút nhà, chim cút thuần hay cút nuôi là chim cút đã được con người thuần hóa và chăn nuôi để lấy thịt và trứng. Ngoài ra, chim cút có thể được nuôi giữ như là một con vật cưng. Chim cút thuần thường được giữ trong lồng dây dài và được cho ăn thức ăn chim. Các giống thuần phổ biến nhất là chim cút Coturnix (còn được gọi là chim cút Nhật Bản).

## Chăn nuôi
Một số loài chim cút được nuôi với số lượng lớn trong các trang trại. Chúng bao gồm chim cút Nhật Bản, cũng được biết đến như là chim cút coturnix, được nuôi giữ chủ yếu để sản xuất trứng cút và thịt chim cút được bán rộng khắp thế giới. Tại Trung Quốc, người ta đã có lịch sử nuôi chim cút hàng ngàn năm vì sớm phát hiện ra lợi ích về dinh dưỡng và trị bệnh trong đông y nên còn gọi là sâm động vật và được coi trọng. Trong y văn đã xếp chim cút vào thương phẩm mệnh danh là Sâm động vật. Thịt chim cút được nuôi và bán nhiều trên thị trường, với hình thức chim cút làm sẵn, trong đó có Việt Nam, Campuchia.
Nuôi chim cút lấy trứng và bán thương phẩm tương đối dễ, ít tốn công chăm sóc. Thức ăn của chim cút chủ yếu là cám. Để nuôi chim cút đạt hiệu quả cao, người nuôi cần vệ sinh chuồng trại thật kỹ, đảm bảo khô ráo, thông thoáng thì cút ít bị bệnh, cần chọn con giống khỏe. Đối với cút đẻ trứng cần chọn con mái khỏe, đảm bảo thức ăn đầy đủ, thường xuyên, Cần tiêm phòng vắc-xin và các loại thuốc phòng chống dịch bệnh.
Thời gian để một con chim cút trưởng thành và đẻ trứng là khoảng 40 ngày (chim bói), từ lúc xuất chuồng thành chim giống đến khi đẻ trứng gần 2 tháng. Cứ một mẻ chim bói khoảng 2.000 con, số lượng chim đẻ trứng khoảng 85-90%. Nó sẽ liên tục cho trứng trong vòng 7 tháng và mỗi lứa chim cút cho khai thác trứng trong vòng 5-6 tháng. Sau khoảng thời gian trên thì năng suất trứng sụt giảm hoặc vào mùa đông thời tiết lạnh, chúng cũng sinh sản chậm. Mỗi ngày, một con chim cút sẽ đẻ một quả trứng có trọng lượng bằng 10% trọng lượng cơ thể, nếu chăm sóc tốt hơn, chim sẽ đẻ trứng liên tục tới khoảng 9 tháng với tỷ lệ cho trứng khoảng 80%. Hết thời gian thu trứng, tiếp tục nuôi bán chim thịt.

## ỞViệt Nam
Các giống chim cút đang được nuôi ở Việt Nam chủ yếu bắt nguồn từ Nhật Bản và Trung Quốc và ngày nay bị pha tạp nhiều, do ít chú trọng đến công tác chọn lọc, chọn phối. Chim cút có màu lông nâu xám và giống màu lông chim sẻ. Con trống có lông ngực và 2 bên má nâu đỏ. Con mái có lông ức màu vàng rơm, lông cổ có đốm đen trắng như vàng cườm. Con trống thường bé hơn con mái. Khối lượng cơ thể lúc trưởng thành của con mái là 120-170 gam, của con trống là 110-130 gam và vào lúc 25 ngày tuổi cả trống mái trung bình là 90-100 gam. Chim mái bắt đau đẻ vào lúc 40-46 ngày tuổi. Sản lượng trứng của mái trong năm đẻ đạt 250-340 quả. Khối tượng trứng trung bình 12-16 gam. Vỏ trứng màu trắng đục hay xanh lơ nhạt có đốm nâu sẫm hay xanh nhạt. Tỉ lệ trứng có phôi và ấp nở đạt 95-98%.